# Paratrichocladius natalensis
Paratrichocladius natalensis är en tvåvingeart som först beskrevs av Freeman 1956.  Paratrichocladius natalensis ingår i släktet Paratrichocladius och familjen fjädermyggor. Inga underarter finns listade i Catalogue of Life.